# 墨玉名單
墨玉名單（英語：Karakax List）是一份137页的文件，記錄了在中国新疆和田地区墨玉县再教育營中被關押的311名维吾尔人的姓名和身份证号码、參訓（關押）原因、「畢業（出營）許可」批示等各種信息。名單紀錄時間是2017年初至2019年，名单中所有人員都来自于墨玉县并曾被關押在当地的四座再教育營中，名單中還提及他們3000多位的親友。不過墨玉名单未盖任何官方戳记，也沒有記載負責記錄或執行的主管機關。中共派出的村落工作隊會將這些資料錄入“一體化聯合作戰平台”（IJOP）的大數據庫系統中。這份墨玉名單是由曾被中共關押的維吾爾人阿不都外力·阿尤普於2019年11月向德国之声、華爾街日報、美聯社、金融時報、BBC等媒體提供，但阿不都外力·阿尤普拒絕透露墨玉名單的來源。此後德國之聲與北德廣播公司、西德廣播公司與南德意志報花了數週翻譯「墨玉名單」的內容，並最終在2020年2月17日對外公佈。截至對外公佈時名单中大约四分之三的人已被释放。
對此《環球時報》質疑名單真實性，並認為所謂的墨玉名單是西方在炒作和抹黑中國的新疆政策。中國駐英國大使館表示，新疆的職業教育計划不是集中營，是中國反對恐怖主義、避免宗教極端主義滲透的國家安全問題。
2020年2月23日，《中國日報》特地針對「墨玉名單」中的布麗提吉·巴拉提（Bulitiji Balati）作出專訪。其中一位負責查證「墨玉名單」的德國學者鄭國恩（Adrian Zenz）指，《中國日報》的報導反證名單是事實，因與布麗提吉‧巴拉提相關的墨玉名單第298及590行仍未在這一波報導中於任一西方媒體及報導公開。
2021年2月4日例行记者会上，中国外交部发言人汪文斌亦提到了“墨玉名单”，称名单上的绝大多数人只是当地居民，过着正常的生活，只有少數人調查後需投入培訓教育，并指责郑国恩“热衷于炮制涉疆谣言，诽谤中国”。

## 另見
- 中國電文
- 新疆文件（英语：Xinjiang papers）
- 新疆受害者数据库
- 新疆公安文件